# Llac Lesser Slave
El llac Lesser Slave (en anglès  Lesser Slave Lake) és un llac al centre de la província canadenca d'Alberta, al nord-oest d'Edmonton. És el segon llac més gran completament situat dins les fronteres d'Alberta, i el més gran fàcilment accessible en vehicle. La seva superfície és de 1.160 km² i té una llargada d'uns 100 km per 15 km en el seu punt més ample. La seva profunditat mitjana és de tan sols 11,4 m i la màxima és de 20,5 m. Desguassa cap a l'est a través del riu Lesser Slave cap al riu Athabasca. La vila de Slave Lake es troba a l'extrem oriental del llac, prop del naixement del riu Lesser Slave.

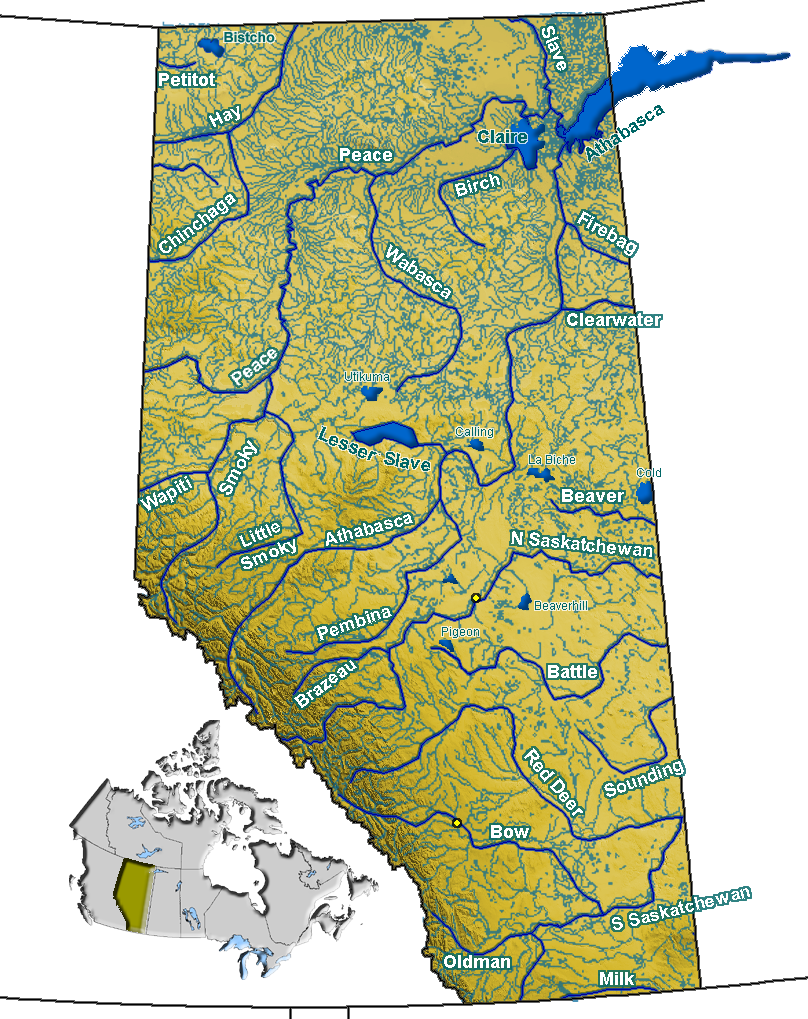
Sistema fluvial d'Alberta

Degut a la seva situació en una de les principals vies de les aus migratòries, el llac Lesser Slave és molt popular entre els observadors d'ocells. El proper Lesser Slave Lake Provincial Park compta amb unes instal·lacions per acampar junt al llac, situades en platges de sorra, així com en algunes platges rocalloses. La pesca és molt popular i legal. Tota la costa nord del llac està protegida amb les reserves Hilliard's Bay Provincial Park, Lesser Slave Lake Wildland i Grouard Trail Park Reserve. L'Alberta Highway 2 i la Canadian National Railway discorren per la riba sud del llac, i la Bicentennial Highway té el seu punt més meridional a l'extrem oriental del llac.
A la riba del llac s'hi ha establert algunes reserves índies:
- Kapawe'no First Nations Lands 150, 230 i 231 de la Kapawe'no First Nation
- Sucker Creek 150a de la Sucker Creek Cree First Nation
- Drift Pile River 150 de la Driftpile First Nation
- Swan River 150è. de la Swan River First Nation
- Sawridge 150g i h de la Sawridge Band